# U 109 (Kriegsmarine)
De U 109 was een grote type IXB onderzeeboot van de Duitse Kriegsmarine tijdens de Tweede Wereldoorlog. Vanaf 5 juni 1941 tot 31 januari 1943 stond zij onder commando van kapitein-luitenant-ter-zee Heinrich Bleichrodt. Haar succesrijkste operatie was ten tijde van Operatie Paukenschlag, in de loop van 1942.

## Geschiedenis
De U 109 vertrok half december 1941 met de U 123, de U 66, de U 130, de U 125 naar de Noord-Amerikaanse kust voor Operatie Paukenschlag,

## OndergangU 109
De U 109 werd tot zinken gebracht op 4 mei 1943, ten zuiden van Ierland, in positie 47° 22′ 0″ NB, 22° 40′ 0″ WL door dieptebommen van een Britse B-24 Liberator (Squadron 86/P). De B-24 Liberator was aan een patrouille bezig bij het konvooi HX-236. Alle 52 manschappen en commandant Joachim Schramm gingen met de U 109 ten onder.

## Commandanten
- 5 dec 1940 - 4 juni 1941: Korvetkapitein Hans-Georg Fischer
- 5 juni - 31 januari 1943: Kapitein-luitenant-ter-zee Heinrich Bleichrodt (Ridderkruis)
- 1 maart - 4 mei 1943: Oberleutnant-zur-See Joachim Schramm